# Domian Live
Domian live war eine Fernsehsendung, die von Jürgen Domian moderiert wurde und von November 2019 bis April 2022 im WDR Fernsehen ausgestrahlt wurde. Sie war die offizielle Nachfolgesendung der Sendung Domian. Zur TV-Show gab es einen zugehörigen Podcast, der auf allen gängigen Podcast-Plattformen zugänglich war.

## Konzept und Entwicklung
Die Vorgängersendung Domian basierte auf einem interaktiven Telefonkonzept: Privatpersonen konnten im Studio anrufen und in einer freundschaftlichen und authentischen Atmosphäre ein Gespräch mit Talkmaster Jürgen Domian führen. Dabei fungierte er weniger als formeller Moderator, sondern mehr als Privatmensch, mit dem ein lockeres, offenes und tabuloses Gespräch über jegliches Thema geführt werden konnte. Je nach Thematik gab Jürgen Domian z. B. einen Rat mit auf den Weg, versuchte gemeinsam mit dem Anrufer eine Lösung zu einem Problem zu finden oder gab seine eigene Meinung zu etwas kund. Häufig hatten die Teilnehmer auch lediglich etwas Außergewöhnliches oder Unterhaltsames zu berichten.
Dieses Konzept wurde in die Sendung Domian live reimportiert, jedoch mit dem Unterschied, dass Teilnehmer der Sendung nicht anriefen, sondern live und persönlich im Studio erschienen und mit Jürgen Domian ein direktes Gespräch vor Ort führen konnten. Ergänzt wurde das Konzept durch Studiopublikum. Im Vorhinein hatte der Moderator weder Kenntnis über die erscheinenden Gäste, noch über die Themen, die sie in die Sendung mitbrachten, wodurch sich ein spontanes Gespräch ergeben sollte. 
Die erste Sendung lief am 4. April 2019. 
Aufgrund des Ausbruchs der COVID-19-Pandemie und der dadurch erschwerten Möglichkeiten sich persönlich treffen zu können, wandte sich die Sendung im März 2020 von ihrem Ursprungskonzept ab und ging ebenfalls zu einem Telefon-Talk über. Zunächst gab es einige Sondersendungen, bei denen ausschließlich die Auswirkungen der Corona-Pandemie thematisiert wurden, später konnte wieder zu beliebigen Themen angerufen werden.
Die Sendung lief zunächst bis zum 18. Dezember 2020 und wurde ab dem 9. April 2021 fortgeführt.  
Am 4. April 2022 wurde bekannt, dass die Sendung nicht weiter fortgesetzt wird, da sich Jürgen Domian nicht mit dem WDR einigen konnte.

## Hintergrund
Die Sendung wurde immer freitags um 23:30 Uhr live gesendet.